# ウディ・ガスリー
ウッドロウ・ウィルソン・ガスリー（Woodrow Wilson "Woody" Guthrie, 1912年7月14日 - 1967年10月3日）は、アメリカ合衆国のフォーク歌手・作詞家・作曲家。

## 生涯
1912年、オクラホマ州オケマーに生まれる。名前は同年の選挙で大統領に選出されたウッドロウ・ウィルソンの名に由来する。14歳の時、母親が死去し、一家は離散する。17歳だったガスリーは、国中を日雇労働者として放浪し、バーや労働者のストライキや組合の集会などに関わって小金を稼いだ。19歳のときにテキサス州へ赴き、最初の妻メアリー・ジェニングスと結婚して3人の子供をもうけた。しかしガスリーはダストボウル時代の到来とともに、カリフォルニア州に移住するオクラホマ州人のオーキー(季節労働者)の後に従い、家族を残して旅立った。これらの若い時期の旅行で見た労働者たちが直面する貧困はのちの作品に大いに影響を与えた。
ガスリーは生涯を通じて社会主義者かつ労働組合活動家であり、デイリー・ワーカー紙、人民世界紙に常設コラム「ウディ・セズ」を執筆した。
1930年代半ばに、ラジオパートナーであったマクシーン・「左利きのルー」・クリスマンと共に、商業ベースの「ヒルビリー」音楽と伝統的なフォークミュージックの放送演者としてロサンゼルスを中心にカリフォルニア州において名声を得た。ガスリーポピュリズム志向の民主党員によって運営されていたラジオ放送局のKFVDに出演する一方で、後にダストボールバラードにまで昇華することになる若干のプロテストソングを演奏し始めた。
1935年から1937年まで、カリフォルニア州でフォークソングや反体制ソングなどでラジオの人気歌手となったのち、1939年から1940年にかけてニューヨーク州ニューヨークに移り住み、左翼とフォークミュージック界に受け入れられた。また同地で最初のレコーディングを行った。これは数時間の会話と歌、およびアルバム、ダストボールバラードから成るもので、アメリカ議会図書館に勤務する音楽学者アラン・ローマックスが録音し、ニュージャージー州カムデンのビクター・レコードに収められた。
彼は自叙伝「Bound for Glory」を書き始め、1943年に完成し出版された。
1940年に彼の最も有名な歌「我が祖国」（This land is your land)　を書いたが、これは、一部は彼の放浪中の経験、また一部はアーヴィング・バーリンの歌「ゴッド・ブレス・アメリカ」に対する反発に影響されたものである。ガスリーはバーリンの歌が非現実的で自己満足的であると嫌悪し、ケイト・スミスによる演奏を嫌った。
この曲のメロディは、1930年ごろにカントリー・ミュージック / ブルーグラスのグループであるザ・カーター・ファミリーによって歌われ、最もよく知られたゴスペルである「世界が燃える時」に基づいていた。ガスリーは第二節で私有制度を、そして最後の節で階級の不平等を敢然と主張した。ガスリーの反資本主義的思想に基づくこれら2つの節は後のレコーディングでは省かれていることが多い（すべての節が書かれた歌詞の自筆は現存している）。またガスリー自身も当該箇所を時々省いていたようである。
同年には、ダストボウルの悲劇を描いた『ダスト・ボウル・バラッズ』を発表。本作は、ガスリーにとって生前最も商業的に成功したアルバムであると共に、コンセプトアルバムの先駆けとも評価されている。
1941年5月に、内務省とボネビル電力管理局から、コロンビア川および連邦ダムの建物に関する楽曲の制作を委嘱された。このうち最も知られているのは、「ロールオン・コロンビア」と「グランド・クーリー・ダム」である。
1941年ピート・シーガーやその他の人たちと共に「オルマナック・シンガーズ」(Almanac Singers) を設立する。
元来オルマナック・シンガーズと一緒に反戦運動に関する楽曲を制作したが、結局は彼らは共産主義的な周辺人物とともに、反ファシズム運動に参加した。
自身のギターに「この機械はファシストを死なせる」(This machine kills facists)と刻んだガスリーは商船隊に加入し、そこで仲間のフォークシンガーであるシスコ・ヒューストン (Cisco Houston) と共に軍属として働き、その後陸軍にも入隊（ただし入営は1945年5月8日で直接の戦闘には携わっていない）した。
1944年にフォークウェイズ・レコードのモーゼス・"モー"・アッシュに出会い、続く数年間はそこで「我が祖国」を始めとする数百もの作品を録音した。
1945年に、ガスリーは1942年から求婚していたマージョリー・マツィアと陸軍の賜暇の間に結婚した。彼らはニューヨーク州コニーアイランドのマーメイド通りの家に引っ越して4人の子供たちと住んだ。4人の子供のうちの一人であるキャシーを4歳の時に火災で亡くしたが、このことは彼の重度のうつ病の原因になった。一方、息子のアーロ・ガスリーは後にシンガーソングライターとなる。 
この期間に、ガスリーは童謡の「母と子のための好きになる歌」を録音した。これらにはアーロが9歳の時に書かれた歌「おやすみなさいリトルアーロ（おやすみなさいリトルダーリン）」を含む。
ガスリーは同時に時事問題にも興味を示し、1948年のカリフォルニア州オークランドからメキシコに追放される28人のメキシコ人農場労働者を乗せた飛行機の墜落事故に影響され、「追われ人（ロスガトスの飛行機事故）」を書いた。この詩は10年後にマーティン・ホフマンによって曲がつけられ、この歌はそれ以来ピート・シーガー、ボブ・ディラン、ザ・バーズ、ドリー・パートンおよびウディーの息子のアーロ・ガスリーなどによってカバーされた。同時期に、やはり移民の出稼ぎ労働者による闘争に共鳴して「実りの牧場」が書かれた。
1940年代後半、ハンチントン病の徴候が現れるようになるとガスリーの行動は非常に不規則になった。ガスリーは家族を捨て、ランブリン・ジャック・エリオットと一緒にカリフォルニア州に旅行し、そこで3度目の結婚をしてもう1人の子供をもうけた後、再びニューヨークに戻った。ガスリーはアルコール使用障害と統合失調症を含む種々の病気と誤診の繰り返しののち、1954年についにハンチントン病（Huntington's Disease）と診断される。ハンチントン病は遺伝性の神経障害であり、母方の家系から遺伝されたものと思われる。病状は途中好転した時期もあるが、入退院を繰り返し、1967年10月3日クイーンズのクリードムーア精神病院で亡くなった。

## 功績
ガスリーの死までに、彼の作品は新しい聴衆によって発見され、その一部はボブ・ディランを通して紹介されていた。ディランは、ガスリーの人生の最後の年に彼を訪問して彼を「私の最後の英雄」だと描写した。後にディランは5ページの賛辞「ウディ・ガスリーについての最後の考え」を書き、そして彼が1962年に発表したデビューアルバムに「ウディに捧げる歌」を入れた。
1964年に、フィル・オクスのデビューアルバム『オール・ザ・ニュース・ザッツ・フィット・トゥ・シング（歌うに適するすべてのニュース）』に収録されたガスリーの自伝と同名の歌「バウンド・フォー・グローリー（栄光への途上）」は、ガスリーへの賛辞と、いっそう論争の的になっている（特に社会主義的な）ガスリーの歌詞を忘れることをより好んだ近代的な聴衆の間に広がる修正主義と無知に対する批判を含んだ。
1967年に妻マージョリー・ガスリーは支援を受けてハンチントン病と戦うための委員会を設立した。
1995年に、娘のノラはイギリスの歌手ビリー・ブラッグに、ガスリーが晩年に制作した歌詞を提供した。ブラッグはニューヨークのウディ・ガスリー・アーカイブにおいて歌詞を研究した後に、バンドWilcoと共に40のトラックを記録した。これらの一部は1998年のアルバム「マーメイド通り」と2000年の「マーメイド通り第2巻」で発表された。これらのアルバムはガスリーがマージョリーや家族と一緒に住んだコニーアイランドの通りから名前を取った。
彼女は同じくガスリーの未完成の歌の1つ「君が再び歌うのが聞こえる」の詞を使って歌を書くことをジャニス・イアンに話をもちかけた。イアンは、ガスリーの歌詞を若干変え彼女自身の歌詞もいくらか加えた上で、作曲を行なった。この歌は彼女の2004年のアルバム「ビリーの遺灰」で発表された。
ノラ・ガスリーは同じくパンクバンド、アンタイ・フラッグをアーカイブに招いた。その後、彼らは「Post-War Breakout」をカバーした。また「This Machine Kills Fascists」と呼ばれる歌を書いた。これらの努力はガスリーの音楽に新しい聴衆とファンをもたらした。ドロップキック・マーフィーズは、彼らの2003年のアルバム「ブラックアウト」の中で「今夜は灯火管制 (Gonna Be A Blackout Tonight)」と題を付け、彼の未発表の歌をカバーをした。
故郷オケマーのメイン・ストリートにある記念公園には、ガスリーの名誉を称える像が建てられた。またオケマーでは、各年夏に彼の業績を記念して、ウディ・ガスリー・フォーク・フェスティバルが開催されている。これは彼の姉妹メアリー・ジョー・エジモンによって設立されたウディ・ガスリー連盟によって主催されている。

## ウディ・ガスリーを題材にした作品
- 映画『ウディ・ガスリー/わが心のふるさと』（第49回アカデミー賞撮影賞、編曲賞受賞作品）

## 関連書籍
- ヘンリエッタ・ユーチェンコウ『ウディ・ガスリー・ストーリー』三井徹訳、ブロンズ社, 1973
- エド・ロビン『わが心のウディ・ガスリー アメリカ・フォークの源流』矢沢寛訳、社会思想社, 1986
- ヤネル・イエイツ『この国はきみの国 アメリカ吟遊詩人ウディ・ガスリー』矢澤(沢)寛訳、かもがわ出版 1998.1